# Karl Göbel (Generalmajor)
Karl Göbel (* 20. Januar 1900 in Adelschlag; † 2. März 1945 in Esslingen am Neckar) war ein deutscher Offizier, postum Generalmajor im Zweiten Weltkrieg.

## Leben
Karl Göbel diente ab dem 22. Juni 1918 als Kriegsfreiwilliger und einfacher Soldat im Ersten Weltkrieg.
Nach dem Krieg wurde er in die Reichswehr übernommen, wobei sein Aufstieg dort langsam war. 1922 erfolgte seine Beförderung zum Unteroffizier. 1927 wurde er Oberfeldwebel. Am 1. März 1935 wurde er zum Oberleutnant befördert und aus dem Unteroffizierkorps in das aktive Offizierskorps übernommen.
Ab dem 1. Oktober 1936 war er, gerade als E-Offizier zum Hauptmann (E) ernannt, Kompaniechef im Infanterie-Regiment 119 der 25. Infanterie-Division. Im Zweiten Weltkrieg kämpfte er als Chef von II./Infanterie-Regiment 119 im Westfeldzug. Ab Ende 1940 kommandierte er als Major das III. Bataillon des Infanterie-Regiments 420 der 125. Infanterie-Division. 1941 war er bei der Besetzung Jugoslawiens im Rahmen des Balkanfeldzugs und anschließend an der Ostfront im Einsatz. Seine Beförderung zum Oberstleutnant erfolgte am 1. März 1943. Schon am 1. Juni 1943 wurde er zum Oberst befördert und Kommandeur des Infanterie-Regiments 420.
Göbel führte als Kommandeur ab September 1944 die erneut aufgestellte 299. Infanterie-Division in Polen und Ostdeutschland. Die Division kämpfte ab Mitte Januar 1945 in der Schlacht um Ostpreußen. In dieser am 16. Februar 1945 schwer verwundet, verstarb er Anfang März in einem Lazarett in Esslingen. Postum wurde er am 2. März 1945 zum Generalmajor ernannt.
Göbel war einer von insgesamt 79 Soldaten, die in der Wehrmacht aus dem Unteroffiziersstand zum General oder Admiral aufgestiegen sind.

## Auszeichnungen (Auswahl)
- Eisernes Kreuz (1939) II. und I. Klasse
- Verwundetenabzeichen (1939) in Silber
- Deutsches Kreuz in Gold am 24. Mai 1942
- Ritterkreuz des Eisernen Kreuzes mit Eichenlaub[5][6]
  - Ritterkreuz am 10. September 1942
  - Eichenlaub am 8. Juni 1943 (252. Verleihung)